# Geographie Asiens

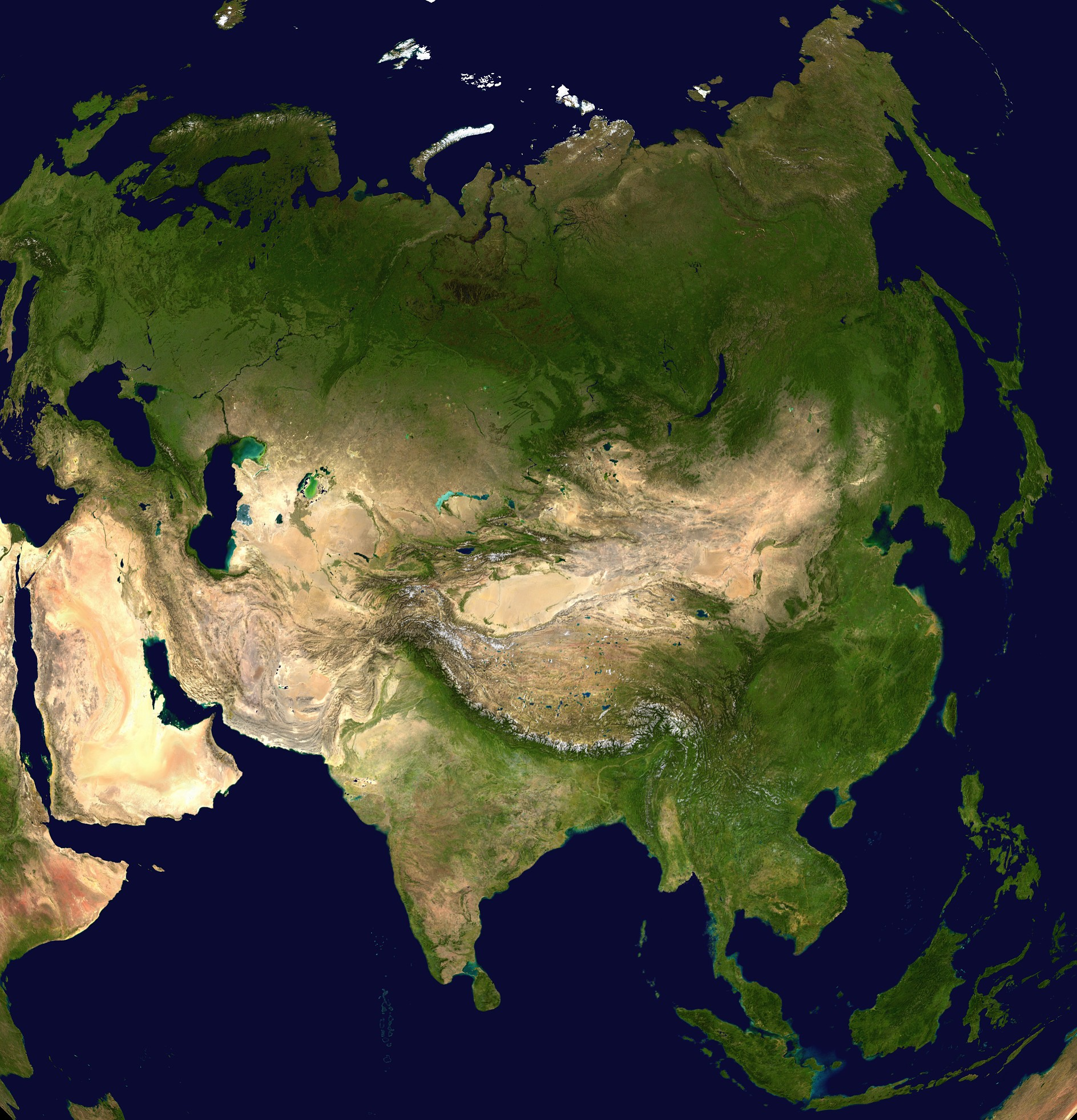
Satellitenbild Asiens

Dieser Artikel beschäftigt sich mit der Geographie Asiens.
Asien ist der größte Kontinent der Erde. Mit ca. 44,614 Millionen Quadratkilometer Fläche (ohne Russland 31,7 Millionen Quadratkilometer) umfasst er rund ein Drittel der gesamten Landmasse. Gemeinsam mit Europa wird Asien auch als Teil des Großkontinents Eurasien betrachtet.
Die kontinentale Landmasse liegt ganz in der östlichen Hemisphäre und nördlich des Äquators mit Ausnahme der Tschuktschen-Halbinsel in Ostsibirien, die östlich der Datumsgrenze liegt.

## Ausdehnung
Asien wird im Norden vom Arktischen Ozean, im Osten vom Pazifischen Ozean und im Süden vom Indischen Ozean begrenzt.
Asien hat im Westen gegenüber Europa keine eindeutige geographische oder geologische Grenze. Die häufigste Definition der Grenze zu Europa von Nord nach Süd: Ural-Gebirge, Ural-Fluss, Kaspisches Meer bzw. Manytschniederung, Kaukasus, Südküste des Schwarzen Meeres sowie Bosporus, Marmarameer und Dardanellen. Von der Barentssee im Norden bis zum Schwarzen Meer im Süden ist diese Grenze rund 2700 km lang.
Mit Afrika ist Asien nördlich des Roten Meeres über die Halbinsel Sinai (Landenge von Sues, 145 km breit) verbunden.
Im Nordosten liegen die Festlandmassen von Asien und Nordamerika an der Beringstraße etwas mehr als 80 km voneinander entfernt.
Im Südosten bildet der Malaiische Archipel die Verbindung zu Australien.
Die Küstenlänge Asiens beträgt etwa 82.300 km, davon entfallen auf den Arktischen Ozean 15.900 km, auf den Pazifischen Ozean 27.300 km, auf den Indischen Ozean 33.600 km und auf das Mittelmeer und das Schwarze Meer zusammen rund 5500 km.

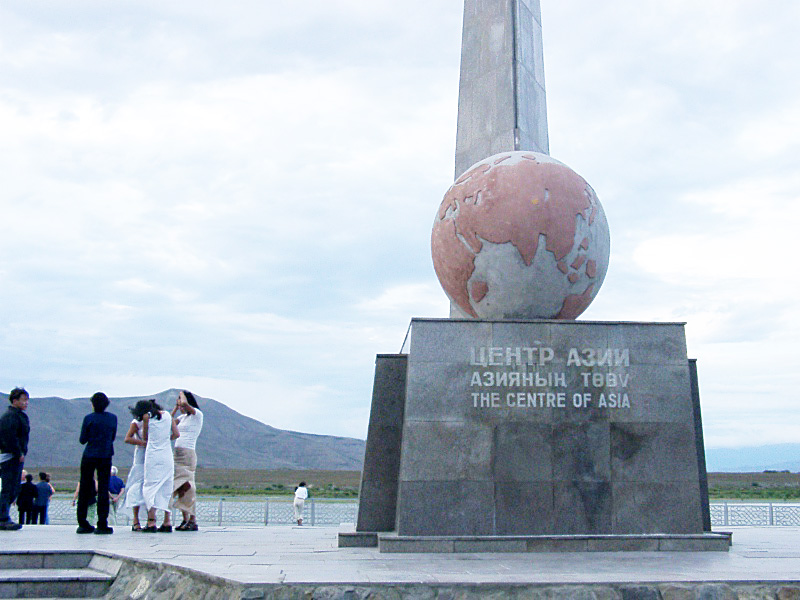
Der geographische „Mittelpunkt Asiens“ in Kysyl, Russland

- Der geografische Mittelpunkt Asiens liegt nach Berechnung des britischen Geografen Douglas Carruthers[1] aus dem frühen 20. Jahrhundert bei Kysyl in der autonomen russischen Republik Tuwa in Südsibirien am Zusammenfluss von großem und kleinem Jenissei.
- Nördlichster Punkt der Landmasse ist das Kap Tscheljuskin (77° 40′ nördliche Breite) auf der Taimyrhalbinsel in Sibirien.
- Südlichster Punkt der Landmasse ist der Bundesstaat Johor an der Spitze der Malaiischen Halbinsel, die südöstlichsten Inseln im Malaiischen Archipel befinden sich sogar auf der Südhalbkugel der Erde.
- Westlichster Punkt ist das Kap Baba in Kleinasien (26° 4′ östliche Länge).
- Östlichster Punkt ist auf Kap Deschnjow (169° 44′ westliche Länge) auf der Tschuktschen-Halbinsel in Ostsibirien.

Der riesigen Landmasse sind zahlreiche größere Inseln und Halbinseln vorgelagert.
- Im westlichen Teil: Kleinasien (Anatolien) ist der Teil der Eurasischen Platte.
- Im Südwesten die Arabische Halbinsel zwischen dem Roten Meer und dem Persischen Golf zählt geologisch zur Arabischen Platte.
- Indien zwischen dem Persischen Golf und dem Golf von Bengalen, mit der vorgelagerten Insel Sri Lanka, zählt geologisch zur Indisch-Australischen Platte.
- Im Südosten: Hinterindien mit Indochina, Malaysia und Indonesien zwischen dem Golf von Bengalen und dem Chinesischen Meer.
- An der Ostküste Asiens befinden sich mehrere südwärts gerichtete Halbinseln mit vorgelagerten Inselreihen: die Koreanische Halbinsel, Kamtschatka mit den Kurilen, Sachalin und die Inseln Japans (Hokkaidō, Honshū, Shikoku und Kyūshū) sowie die Philippinen.
- Im Norden ist die sibirische Küste, neben der Taimyr- und der Jamal-Halbinsel, durch die Mündungen mächtiger Ströme geprägt.

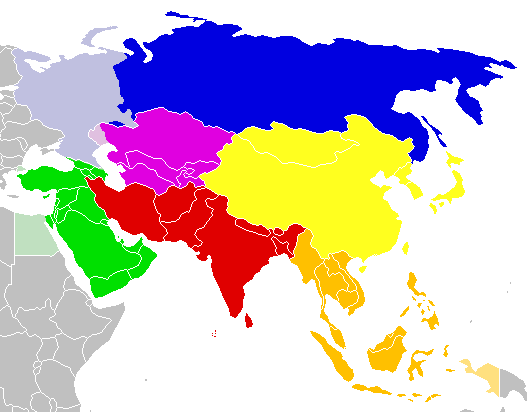
Regionen Asiens:
Nordasien
Zentralasien
Vorderasien (Westasien)
Südasien
Ostasien
Südostasien

## Gliederung
Die folgende Unterteilung Asiens in Regionen wird neben anderen von der UN-Statistikbehörde UNSD verwendet:
- Nordasien, von der UN nicht kategorisiert
- Zentralasien, UN-Regionalcode 143
- Vorderasien (Westasien), UN-Regionalcode 145
- Südasien, UN-Regionalcode 034
- Ostasien, UN-Regionalcode 030
- Südostasien, UN-Regionalcode 035

In mancher Veröffentlichung werden diese Grenzen variiert, je nach Ziel, Thema und Hintergrund, für die eine Aufteilung verwendet wird. Früher war Afghanistan Zentralasien zugeordnet, jetzt zu Südasien.
Darüber hinaus gibt es auch alternative bzw. zusätzliche Unterteilungen, beispielsweise für Nordostasien.

## Flüsse

### Flüsse, die in das Polarmeer münden

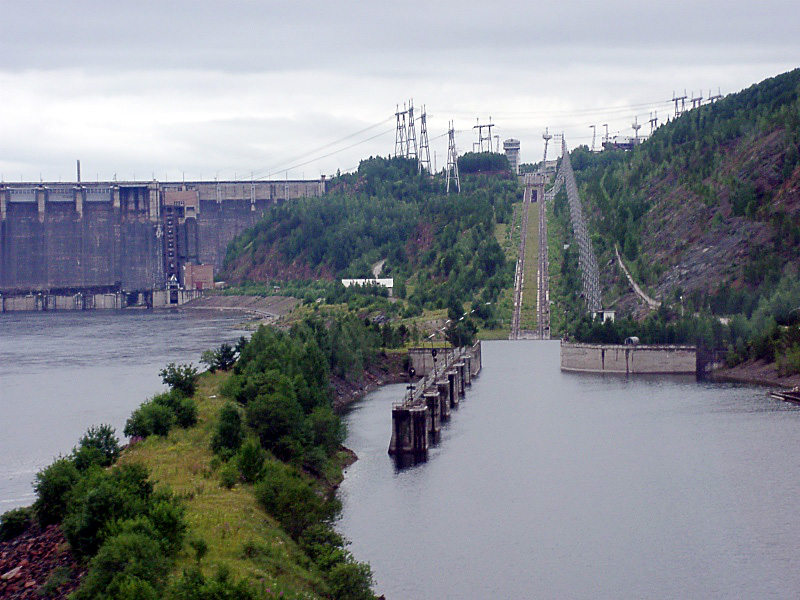
Schiffshebewerk am Jenissei bei Diwnogorsk

Die wichtigsten Flüsse in Sibirien verlaufen von Süden nach Norden in den Arktischen Ozean. Dies erschwerte die Erschließung von Sibirien, da keine West-Ost-Verbindung auf dem Wasser möglich ist und die Flüsse nur im Sommer schiffbar sind. Trotzdem besitzen die Flüsse eine große wirtschaftliche Bedeutung zur Versorgung der nördlich der Transsibirischen Eisenbahn gelegenen Gebiete. Von West nach Ost sind die wichtigsten Flüsse Sibiriens: Ob, Jenissei, Lena und Kolyma.
Der Ob entsteht durch die Vereinigung der beiden Flüsse Bija und Katun im südsibirischen Gebirge nahe der Stadt Bijsk. Der 3650 km lange Strom fließt im Westsibirischen Tiefland entlang des Urals. Sein Mündungsbereich, der Obbusen, ist ein 1000 km langes und bis zu 60 km breites Ästuar.
Die Quellen des Jenissei liegen im Sajangebirge in Tuwa. Der Große Jenissei (605 km lang) und der Kleine Jenissei (680 km lang) vereinigen sich am Ostrand der Stadt Kysyl zum Jenissei. Dann fließt der Jenissei an den Großstädten Abakan, Krasnojarsk vorbei, vereinigt sich mit dem Abfluss des Baikalsees, der Angara und fließt am wichtigen Hafen Dudinka vorbei in die Karasee. Der Fluss besitzt eine Länge von 4092 km, ein Einzugsgebiet von 2.554.482 km² und führt etwa 19.600 m³ Wasser pro Sekunde an der Mündung und gilt damit als der wasserreichste Fluss Sibiriens.
Die Lena gehört mit einer Länge von über 4400 km zu den längsten Flüssen der Erde. Die Flussquelle liegt nur wenige Kilometer vom Baikalsee entfernt, trotzdem mündet der Fluss tausende Kilometer vom Jenissei entfernt in die Laptewsee. Das Einzugsgebiet der Lena beträgt 2.460.000 km² und führt zu einer Wassermenge von etwa 16.440 m³ Wasser pro Sekunde (Jahresdurchschnitt 1994) an der Mündung.
Der letzte der vier großen Flüsse ist die Kolyma mit einer Länge von 2513 km und einem Einzugsgebiet von 526.000 km² und führt zu einer Wassermenge etwa 2728 m³ Wasser pro Sekunde (Jahresdurchschnitt 1994) an der Mündung. Im Kolymagebirge und dem dort befindlichen Ufer der Kolyma wurde bis ins Jahr 1987 nach Gold geschürft. Die Arbeiter waren zumeist Verbrecher sowie Strafgefangene des Zweiten Weltkriegs.

### Flüsse, die in den Pazifik münden

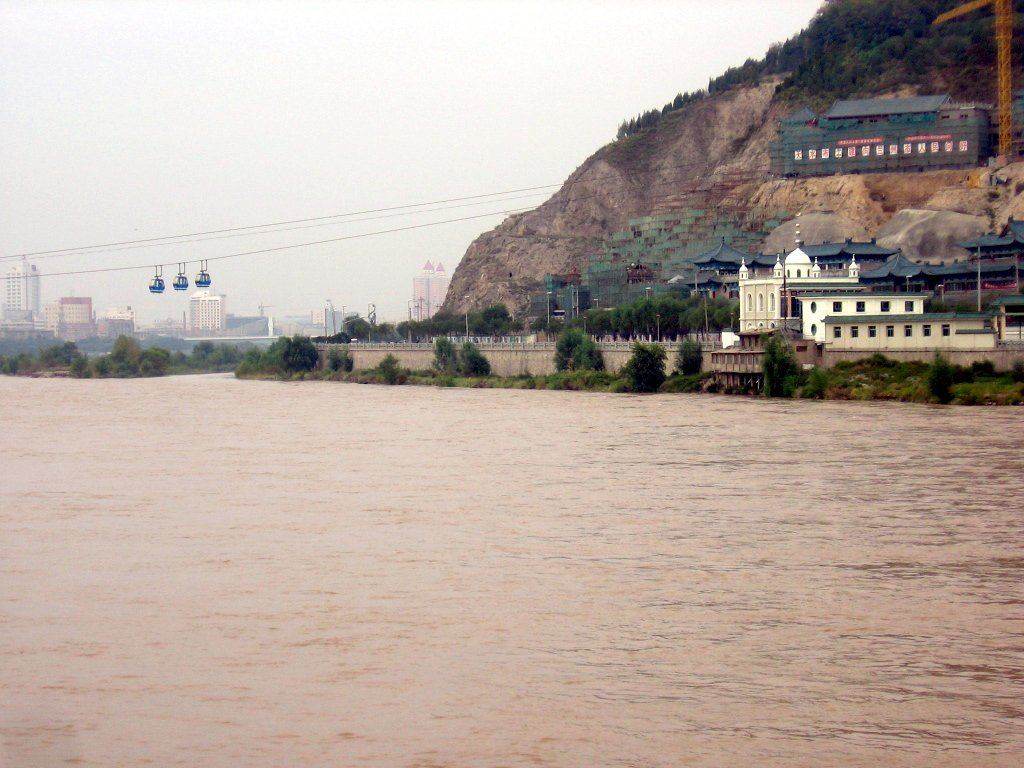
Gelber Fluss in Lanzhou

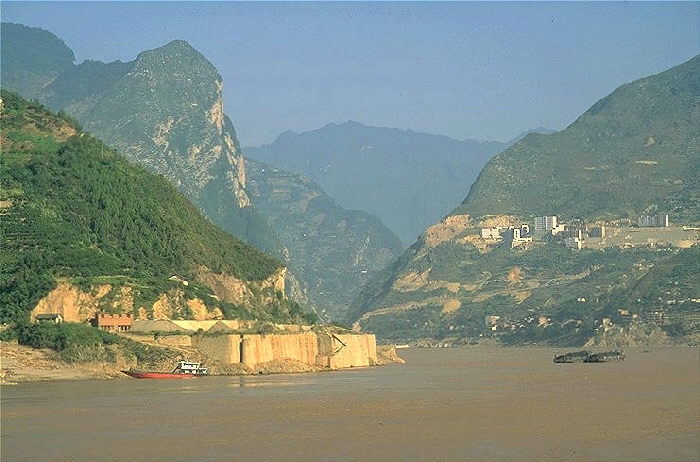
Drei Schluchten

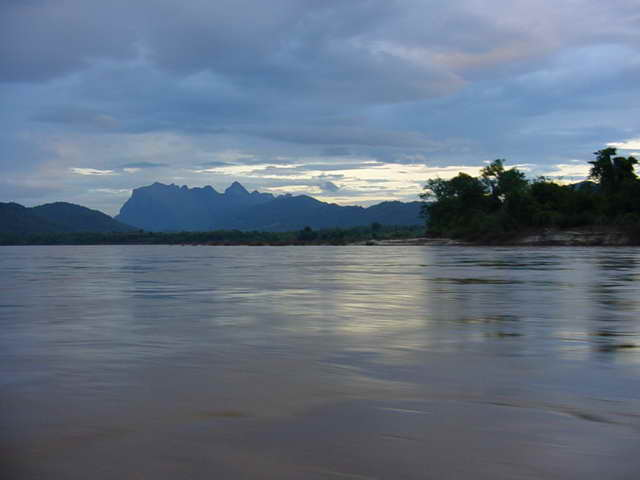
Mekonglandschaft

Der Amur ist ein 2824 km langer Strom in China und Russland, der in den nördlichen Pazifik mündet. Der Fluss entsteht rund 65 km westlich von Mohe durch den Zusammenfluss des Argun und der Schilka. Der Amur ist der Grenzfluss von Russland und China.
Der Gelbe Fluss, auf Chinesisch Huang He (alte deutsche Schreibung Hoangho) bezeichnet, ist ein Fluss im Norden der Volksrepublik China und besitzt eine Länge von 5464 km. Somit ist er Chinas zweitlängster Fluss. Sein Einzugsgebiet beträgt 945.065 km². Die Quelle des Gelben Flusses liegt im Hochland von Tibet, etwa 200 km nördlich der halben Luftlinie zwischen Lhasa und Xining.
Der Jangtsekiang ist mit einer Länge von 6380 km der längste Fluss Asiens und nach dem Nil und dem Amazonas der drittlängste Strom der Welt. 2800 km können mit Schiffen befahren werden. Der Jangtsekiang besitzt ein Einzugsgebiet von 1.722.155 km² und führt an der Mündung etwa 31.900 m³ Wasser pro Sekunde. Die Quelle des Flusses liegt auf 5405 m Höhe im tibetischen Tangula Shan und sein Mündungsgebiet in der Nähe der Stadt Shanghai. Auf seinem Weg passiert er zahlreiche Schluchten und Großstädte. Die „Drei Schluchten“ mit dem lange Zeit umstrittenen Drei-Schluchten-Talsperre sind davon die berühmtesten. Die wichtigsten Großstädte sind Panzhihua, Yibin, Luzhou, Chongqing, Yichang, Jiangling, Shishou, Yueyang, Xianning, Wuhan, Ezhou, Huangshi, Jiujiang, Anqing, Tongling, Wuhu, Ma’anshan, Nanjing, Yangzhou, Zhenjiang und Nantong.
Der Mekong ist ein Fluss in Südostasien. Weder seine Quelle noch seine Länge wurden bisher genau bestimmt. Die Angaben zu seiner Länge variieren von 4350 km bis zu 4909 km.
Ein einzigartiges Naturphänomen kann beim See Tonle Sap jedes Jahr im Juni beobachtet werden. Der Mekong führt im Juni auf Grund der Monsunregenfälle und durch das Schmelzwasser aus dem Himalaya bis zu viermal mehr Wasser als in den trockenen Monaten. Dadurch drängt das Wasser des Mekong in den Tonle-Sap-Fluss, und dieser wechselt die Fließrichtung. Die Wassermassen drängen zurück in das Becken des Tonle Sap und füllen den See.
Der See Tonle Sap bildet gemeinsam mit den Flüssen Tonle Sap, Mekong und Bassac ein einzigartiges Ökosystem das nicht nur den Artenreichtum (rund 300 Fischarten, Vögel, …) im Wasser und im Umland ermöglichte, sondern auch entscheidend für die Entwicklung der in diesem Gebiet ansässigen Menschen und ihrer Khmer-Kultur war mit der bekannten Tempelanlage von Angkor.

### Flüsse, die in den Indischen Ozean münden

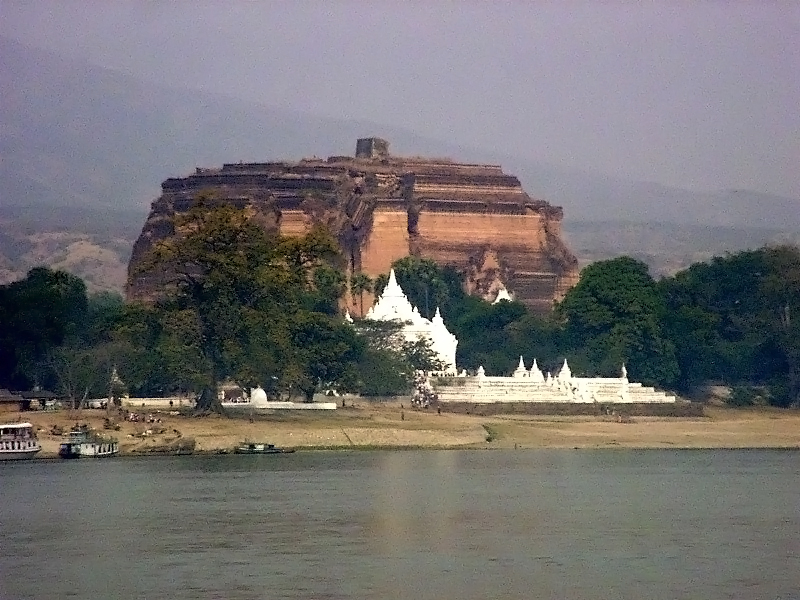
Irrawaddy bei Minguin-Tempel in Myanmar

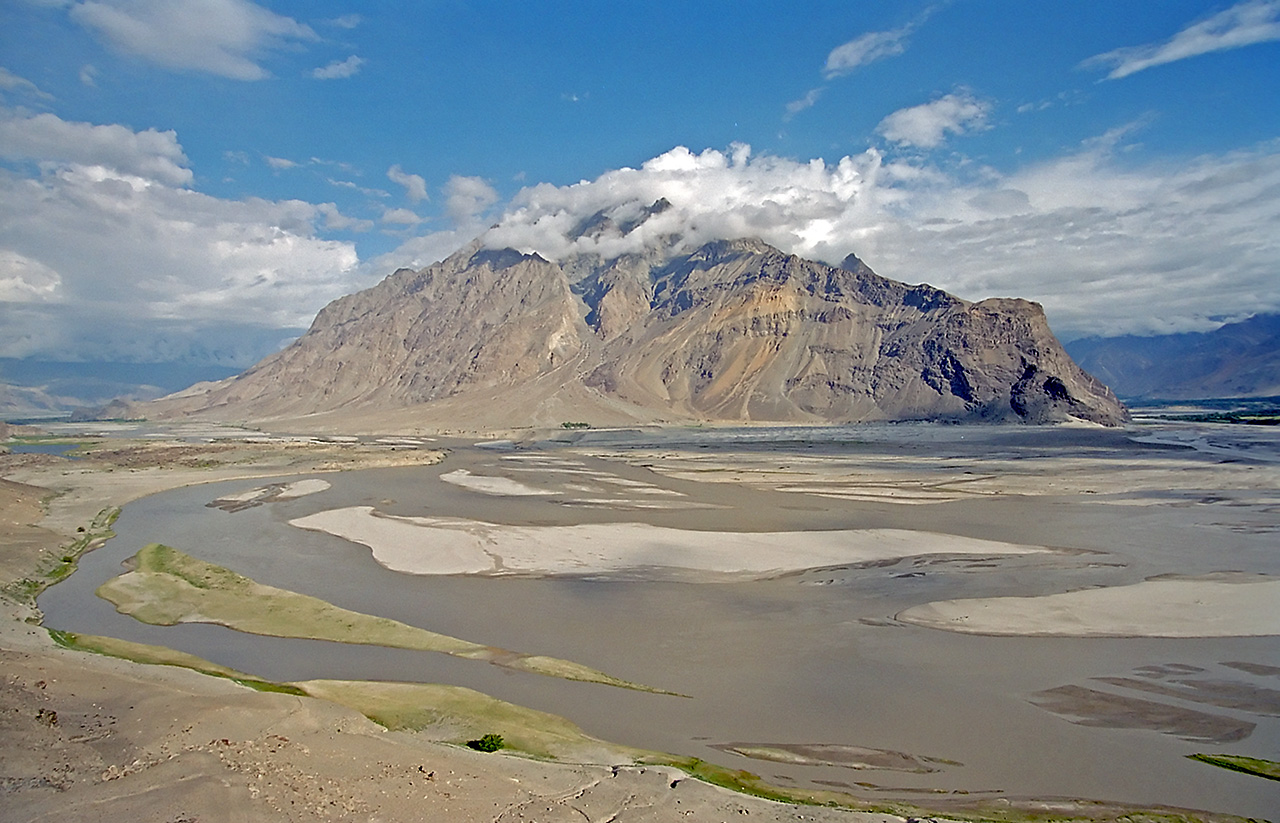
Flussbett des Indus bei Skardu

Der 2092 km lange Ayeyarwady (Irawadi) ist ein Fluss bzw. Strom in Südostasien. Er entspringt im äußersten Südosten Tibets und mündet 150 bis 180 km südwestlich von Rangun, einer Stadt in Myanmar, in einem etwa 40.000 km² großen Mündungsdelta, das vor allem als Reisanbaugebiet genutzt und durch die Sedimentablagerungen pro Jahr bis zu 60 m in die Andamanensee hinausgeschoben wird.
Der Fluss Ganges hat eine Länge von 2511 km. Er fließt durch Indien und Bangladesch. Nach Durchfließen eines gewaltigen Mündungsdeltas mündet er wie auch der 2998 km lange Brahmaputra in den Golf von Bengalen und damit in den Indischen Ozean. Er entspringt im Südwesten des Himalayagebirges und wird von den Hindus als heiliger Fluss verehrt.
Der Indus ist mit 3180 km der längste Fluss auf dem indischen Subkontinent und wichtigster Strom Pakistans. Er entsteht in Tibet und mündet in das Arabische Meer. Die Bezeichnung für das Land Indien wurde von dem Namen dieses Flusses abgeleitet.
Das Gebiet um die Flüsse Euphrat und Tigris in Südost-Anatolien (Türkei), Syrien und im Irak wird als Zweistromland oder auch Mesopotamien bezeichnet. Der Euphrat entspringt im armenischen Hochland im Osten der Türkei, durchfließt Syrien und den Irak in südöstlicher Richtung und vereinigt sich dort mit dem Tigris zum Schatt al-Arab, der in den Persischen Golf mündet. Der Euphrat ist der größte Strom Vorderasiens und besitzt eine Länge von 2736 km, der Tigris hat eine Länge von 1899 km.

## Seen

### Abflusslose Seen

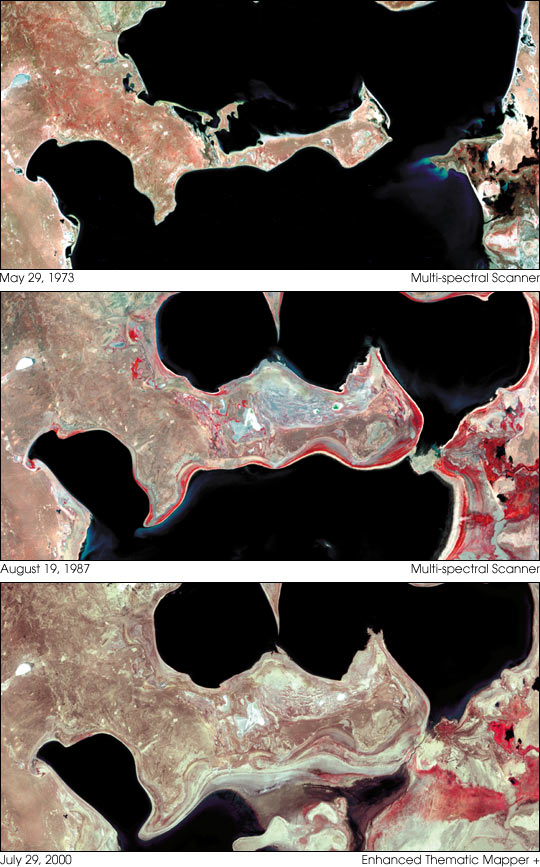
Veränderung der Uferlinie des Aralsees von 1973 bis 2000

Der Aralsee ist ein abflussloser Salzsee, der je zur Hälfte in Kasachstan und in Usbekistan liegt. Er liegt in Zentralasien inmitten von großen Wüsten und Steppen. Der Aralsee war einst mit etwa 66.900 km² der viertgrößte See der Welt. Seit einigen Jahrzehnten erreicht aber nur noch wenig Wasser vom Dach der Welt über die Flüsse Amudarja (usbekisch: Amudaryo) und Syr-Darja den See, da es abgezweigt wird, um aus den Wüsten Äcker zu machen.
Der Balchaschsee, was zu Deutsch „Sumpf-See“ heißt, ist ein abflussloser See, der in der wüstenhaften Steppe des östlichen Kasachstans (Asien) liegt. Der bis zu 18.428 km² große See liegt in einem Becken zwischen der Kasachischen Schwelle und dem Siebenstromland.
Das Tote Meer bildet einen rund 600 km² großen, abflusslosen Salzsee, der in einer Depression liegt. Diese ist Teil des Jordangrabens, der die nördliche Fortsetzung des so genannten Großen Afrikanischen Grabenbruchs darstellt.
Der Yssykköl in Kirgisistan (Zentralasien) ist nach dem südamerikanischen Titicaca-See mit 6236 km² Fläche der zweitgrößte Gebirgssee der Erde.
Der Vansee ist der größte See der Türkei und liegt im äußersten Osten des Landes. Das Wasser des Sees ist stark alkalisch, da der einstige Abfluss des Sees durch den Vulkan Nemrut (am Westufer) versperrt wurde.
Der Urmiasee (zur Zeit der Pahlavi-Dynastie Rizaiyeh-See genannt) ist der größte Binnensee des Irans. Sein Wasserspiegel liegt auf 1280 m über dem Meer. Der Salzgehalt beträgt 30 %, also etwa wie im Toten Meer, und erlaubt damit weder Tiere noch Pflanzenwachstum. Der See hat keinen Abfluss.
Der Qinghai-See ist einer der größten Salzseen der Erde. Der See befindet sich in der chinesischen Provinz Qinghai. Er liegt 3195 m über dem Meeresspiegel und hat eine Fläche von 5694 km². Seit 1959 ist der Wasserspiegel des Sees ständig gefallen. Durch diesen Vorgang haben sich vorher zum See gehörende Wasserflächen zu eigenständigen Seen entwickelt, weil die Verbindungen zum Qinghai-See trockengefallen sind.
Der See Genezareth liegt in Nordisrael im nördlichen Jordangraben, der die nördliche Fortsetzung des Großen Afrikanischen Grabenbruchs darstellt. Der See ist mit 212 m unter dem Meeresspiegel zwar der tiefstgelegene Süßwassersee der Erde; andere Süßwasserseen sind aber wesentlich tiefer (siehe Baikalsee). Er ist – je nach Wasserstand – bis zu 21 km lang, an seiner breitesten Stelle 12 km breit, seine Wasserfläche beträgt 165 km², sein Umfang 53 km und an der tiefsten Stelle misst er 46 m. Sein Abfluss, der Jordan, mündet in das Tote Meer.

### Seen mit Verbindung zu den Ozeanen

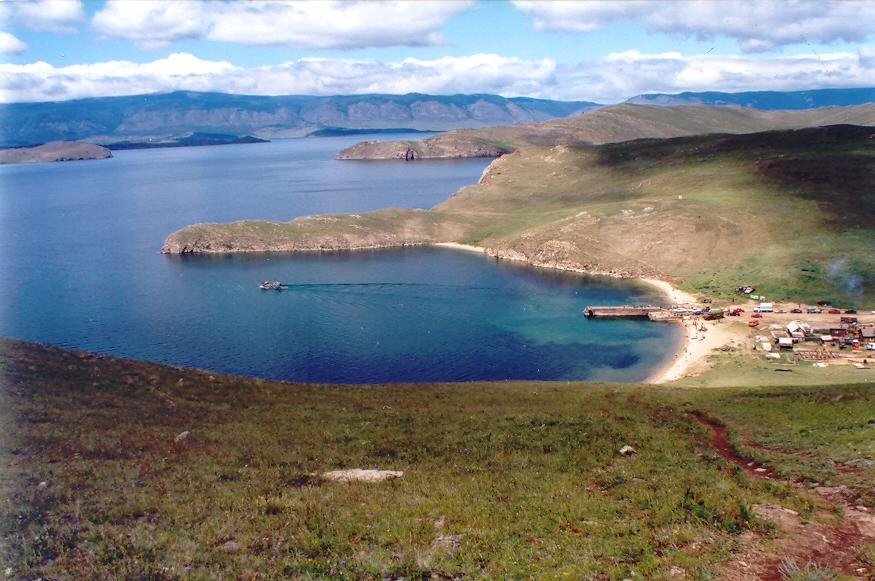
Die größte Insel Olchon (Ol'chon) auf dem Baikalsee

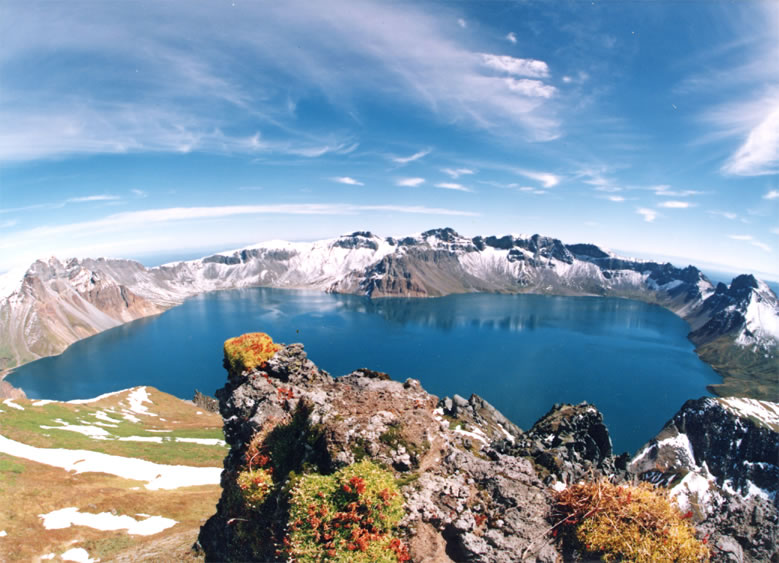
„Himmelsteich“ am Paektu-san

Der Baikalsee ist der volumenmäßig größte, tiefste und älteste Süßwassersee der Erde. Der einzige Abfluss des Sees, die Angara, mündet in den Jenissei.
Das Kaspische Meer ist der flächenmäßig größte See der Erde und liegt in der großen Aral-Kaspi-Senke. Das Kaspische Meer besitzt heutzutage keine natürliche Verbindung zu den Ozeanen mehr. Über die Wolga, den Wolga-Don-Kanal und den Don besteht aber eine schiffbare Verbindung zum Asowschen Meer und damit auch zum Schwarzen Meer und Mittelmeer sowie zum Atlantik. Deswegen ist es ein See und trägt die Bezeichnung „Meer“ nur aufgrund seiner enormen Größe.
Der 4560 km² große Taimyrsee ist ein See, der sich im bis zu 1500 m hohen Byrrangagebirge auf der Taimyrhalbinsel im äußersten Norden von Russland (Asien) befindet. Er liegt knapp 900 km nördlich des Polarkreises. Er wird von der Taimyra durchflossen, die in die Karasee mündet.
Der Chankasee ist einer der größten Seen in Asien. Er liegt im Grenzgebiet zwischen China und dem östlichen Sibirien. Der See hat eine Länge von etwa 80 Kilometern und eine Fläche von annähernd 4400 km². Der Grenzfluss Tura fungiert als Zulauf, der Fluss Sungatschi als Abfluss.
Der Chöwsgöl Nuur liegt im Nordwesten der Mongolei, nur wenige Kilometer südlich der russischen Grenze am Südost-Ende des Ostsajans. Der See ist 136 km lang, zwischen 20 und 40 km breit und maximal 262 m tief. Sein mittlerer Wasserspiegel liegt auf 1624 m. Der Abfluss vom Chöwsgöl Nuur befindet sich am Südende und verläuft in Richtung Südosten über den Egiin Gol und Uur zur Selenga, welche in den Baikalsee mündet.
Mit 2315 km² ist der Hulun-See der größte See der Inneren Mongolei und der fünftgrößte Chinas. Der – je nach Niederschlagsmenge – nur bis 6–9 m tiefe See liegt auf einer Höhe von 539 m. Nur bei hohem Wasserpegel im See fließt er in den Fluss Argun ab.
Der Saissansee ist ein See im Osten Kasachstans bei Saissan am Irtysch, welcher sein Hauptzufluss ist. Er liegt südsüdwestlich des russischen Altai und nördlich des Tarbagatai-Gebirges auf 420 m.

### Weitere Seen
Char Us Nuur;
Dongting-See;
Ngoring Hu;
Poyang-See;
Tschanysee

## Steppen und Wüsten
- Wüste Gobi umfasst die Steppe im Süden der Mongolei und im Norden der Inneren Mongolei.
- Wüste Karakum nimmt etwa 90 % der Fläche Turkmenistans ein und hat eine Größe von über 400.000 km². Die extrem wasserarme Region wird im Süden vom etwa 1445 km langen Karakumkanal durchquert, dem vielleicht aufwändigsten Bewässerungsprojekt aller Zeiten.
- Wüste Taklamakan ist nach der Rub al-Chali die zweitgrößte Sandwüste der Erde. Sie erstreckt sich in Zentralasien im nordwestchinesischen Teil des Tarim-Beckens bis zu der Straße 218. Östlich dieser Straße liegt die
- Wüste Lop Nor, ein etwa 100.000 km² großes Wüstengebiet, das im östlichen Teil des Tarimbeckens an der tiefsten Stelle liegt.
- Wüste Thar im Westen Indiens geht auf der pakistanischen Seite in die Cholistan über. Beide Wüstengebiete umfassen zusammen etwa 273.000 km².

## Gebirge

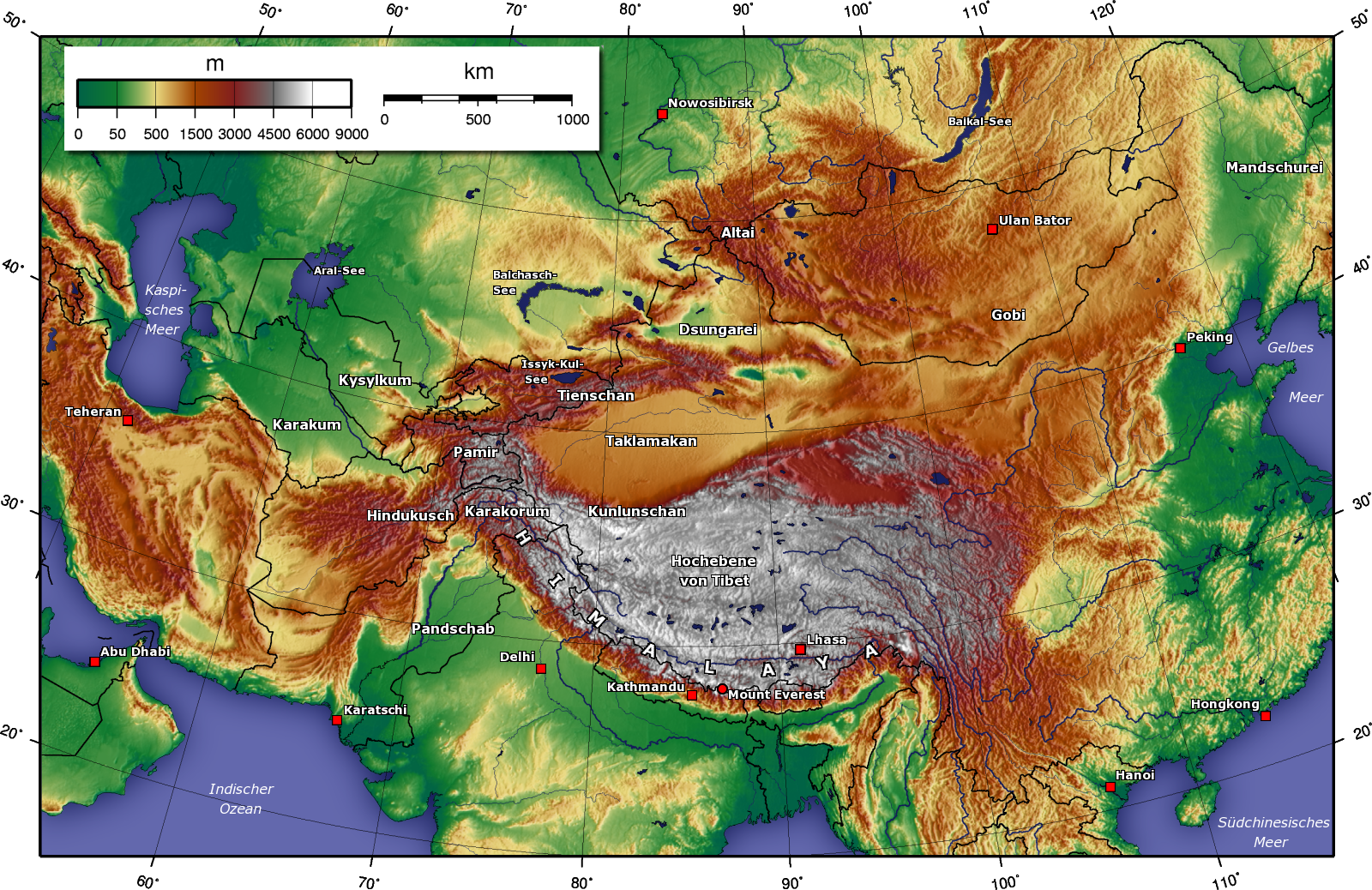
Topografie Zentralasiens

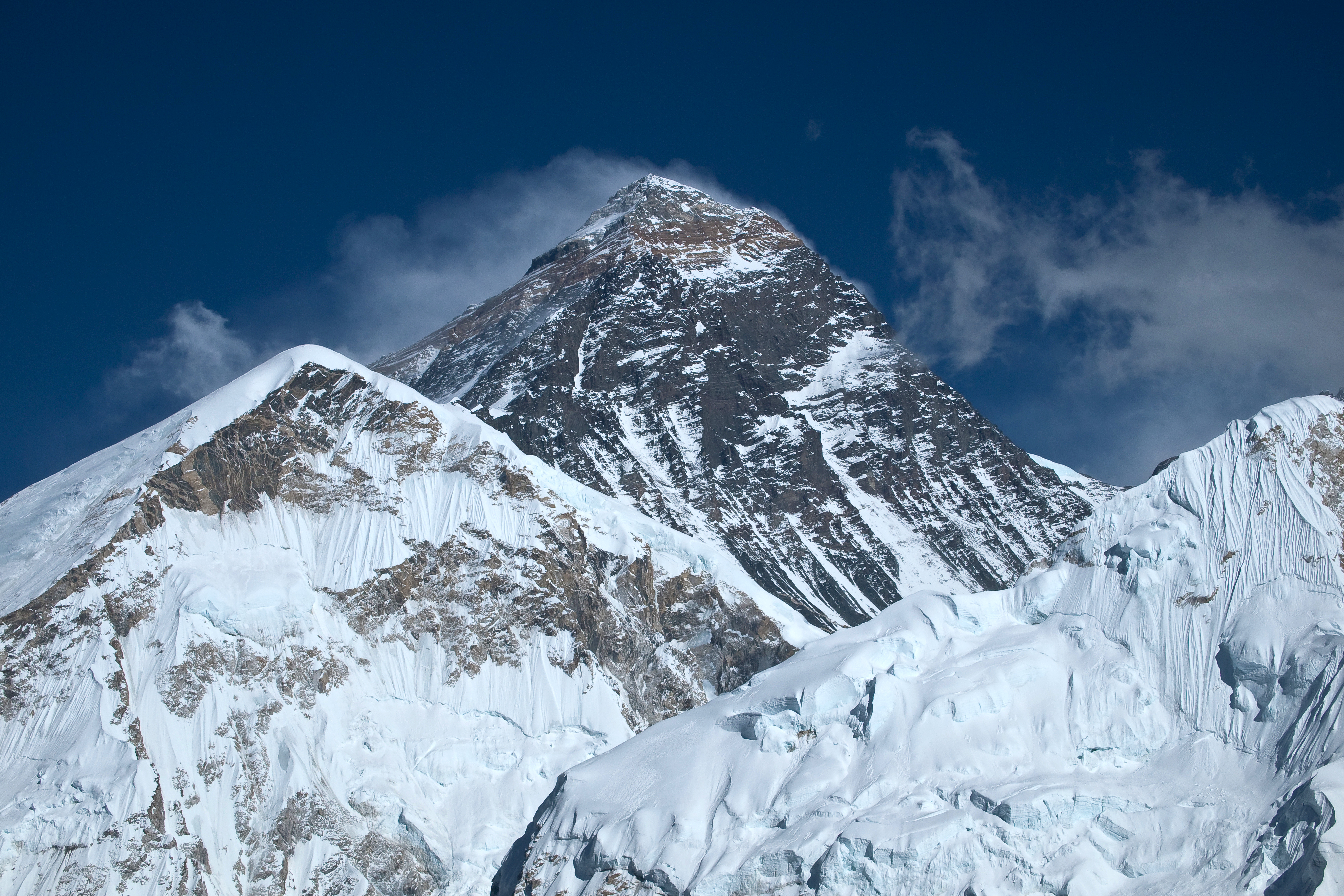
Mount Everest

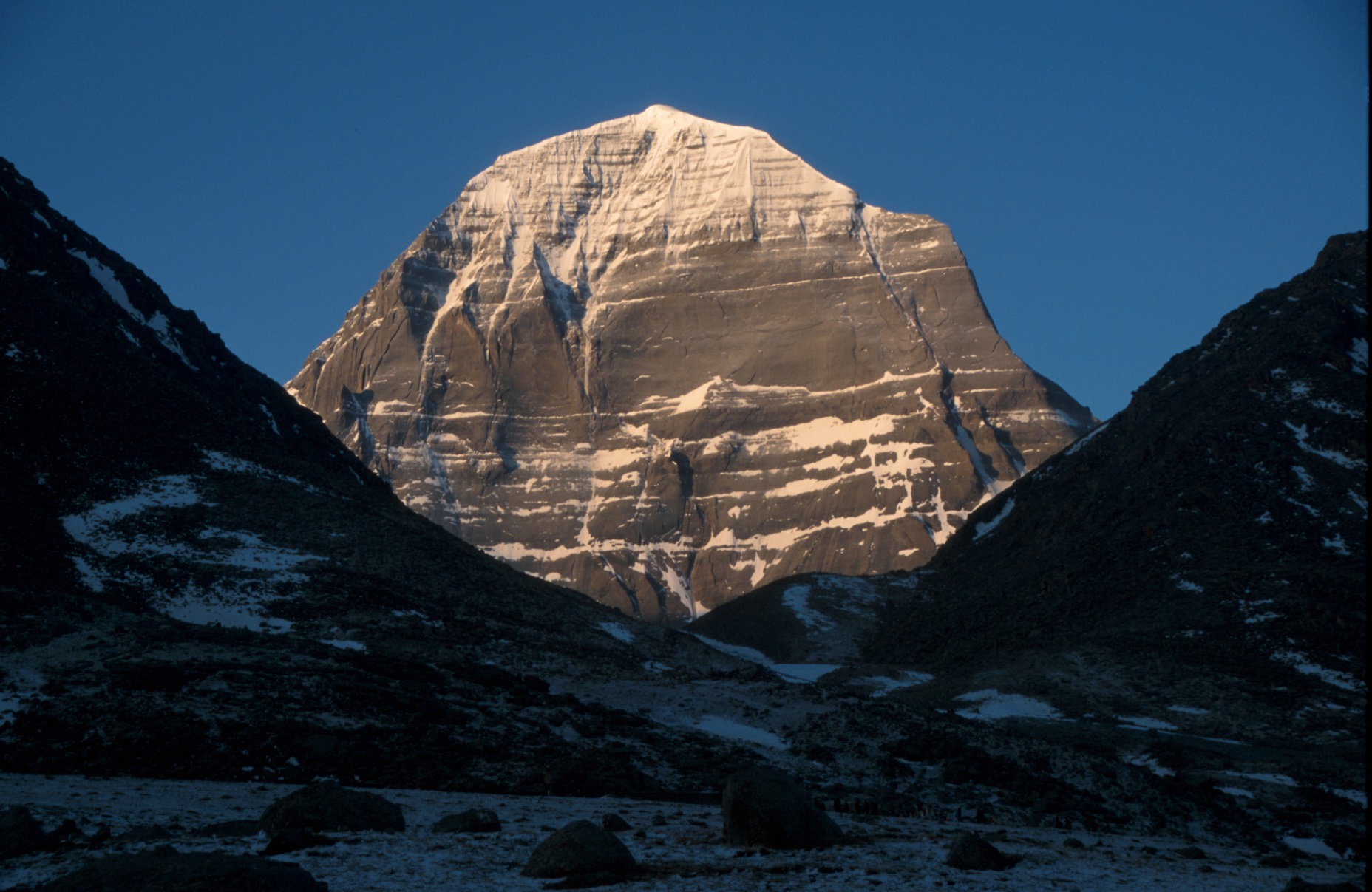
Kailash

Nördlich des indischen Subkontinents erheben sich im Anschluss an den Punjab und die Ebene des Ganges die höchsten Gebirge der Erde, in denen alle vierzehn Achttausender liegen.
Im Himalaya befindet sich mit dem Mount Everest (8848 m) der höchste Gipfel. Im Westen schließen an den Himalaya das Karakorum-Gebirge mit dem zweithöchsten Berg K2 (8611 m) und weiter südöstlich der Hindukusch (Tirich Mir: 7699 m) sowie nordwestlich der Pamir (Kongur: 7649 m) an. Das sich nördlich des Himalaya und des Transhimalaya mit dem „heiligen Berg“ Kailash (6714 m) erstreckende Hochland von Tibet („Dach der Welt“), die höchstgelegene und größte Hochebene der Erde, wird im Nordwesten vom Kunlun-Shan-Gebirge und im Nordosten vom Qilian Shan umfasst.
Im Norden des Kunlun Shan, jenseits der Wüste Taklamakan und des Tarimbeckens, erhebt sich im Westen das bis zu 7439 m hohe Tian-Shan-Gebirge und im Osten der bis zu 4506 m hohe Altai. Daran anschließend erstrecken sich weitläufige Ebenen, Steppen und Tundren (vgl. Sibirien) bis zum Nordpolarmeer, die von einigen Mittelgebirgen unterbrochen werden, darunter der kasachischen Schwelle (bis 1566 m), dem mittelsibirischen Bergland (bis 1701 m), den Jenisseibergen (bis 1104 m) und im äußersten Nordosten dem ostsibirische Bergland mit seinen Teilgebirgen, an das im Süden das südsibirische Gebirge anschließt. Im Westen bildet der bis zu 1894 m hohe Ural die Begrenzung des westsibirischen Tieflandes und des asiatischen Kontinents.
Weiter südlich, im Südwesten des Kontinents, liegt der Kaukasus (Elbrus: 5642 m), der verschiedentlich als Teil der innereurasischen Grenze, aber auch als europäisches Gebirge betrachtet wird. Im Norden Kleinasiens, entlang der Küste des Schwarzen Meeres, liegt das pontische Gebirge, im Westen der 2542 m hohe Uludağ und im Osten der 5137 m hohe Ararat. Östlich von Mesopotamien, dem Zweistromland von Euphrat und Tigris, erhebt sich das bis zu mehr als 4500 m hohe Zāgros-Gebirge. Daran anschließend liegt im Nordosten, zwischen Kaspischem Meer und Iranischem Hochland, das Elburs-Gebirge (Damavand: 5671 m).

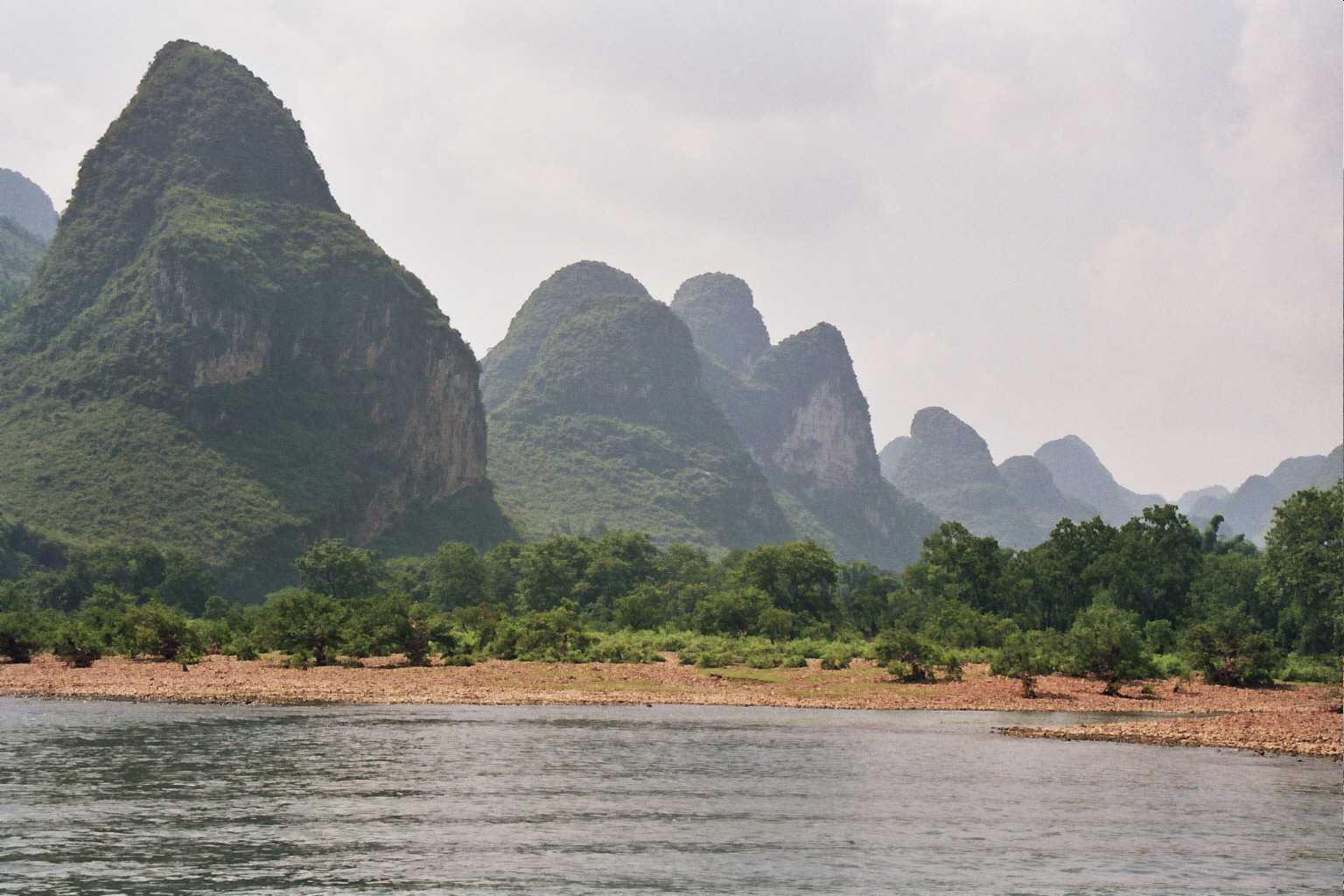
Karstberge am Li-Fluss

In Ostasien befinden sich einige weitere kleinere Gebirgszüge wie etwa das Changbai-Gebirge an der Grenze zwischen China und Nordkorea (Paektusan: 2750 m), die Huang-Shan-Berge (Lotosblütengipfel: 1841 m) in der chinesischen Provinz Anhui und die Karst-Gipfel nahe der Stadt Guilin im autonomen Gebiet Guangxi am Li-Fluss. Daoisten gelten fünf und Buddhisten vier als „heilige Berge Chinas“ und sind bedeutende Pilgerorte.
Entlang der Ostküste Südostasiens erstrecken sich von Nord nach Süd die annamitische Küstenkette, im Norden Thailands das Phetchabun-Gebirge und die Khorat-Hochebene und auf der malaiischen Halbinsel die Ausläufer der hinterindischen Zentralkette (Gunung Tahan: 2187 m). Auf kambodschanischem Gebiet befinden sich das nur rund 600 m hohe Dangrek- und das Kardamom-Gebirge (Phnom Aural: 1813 m).

## Vulkane

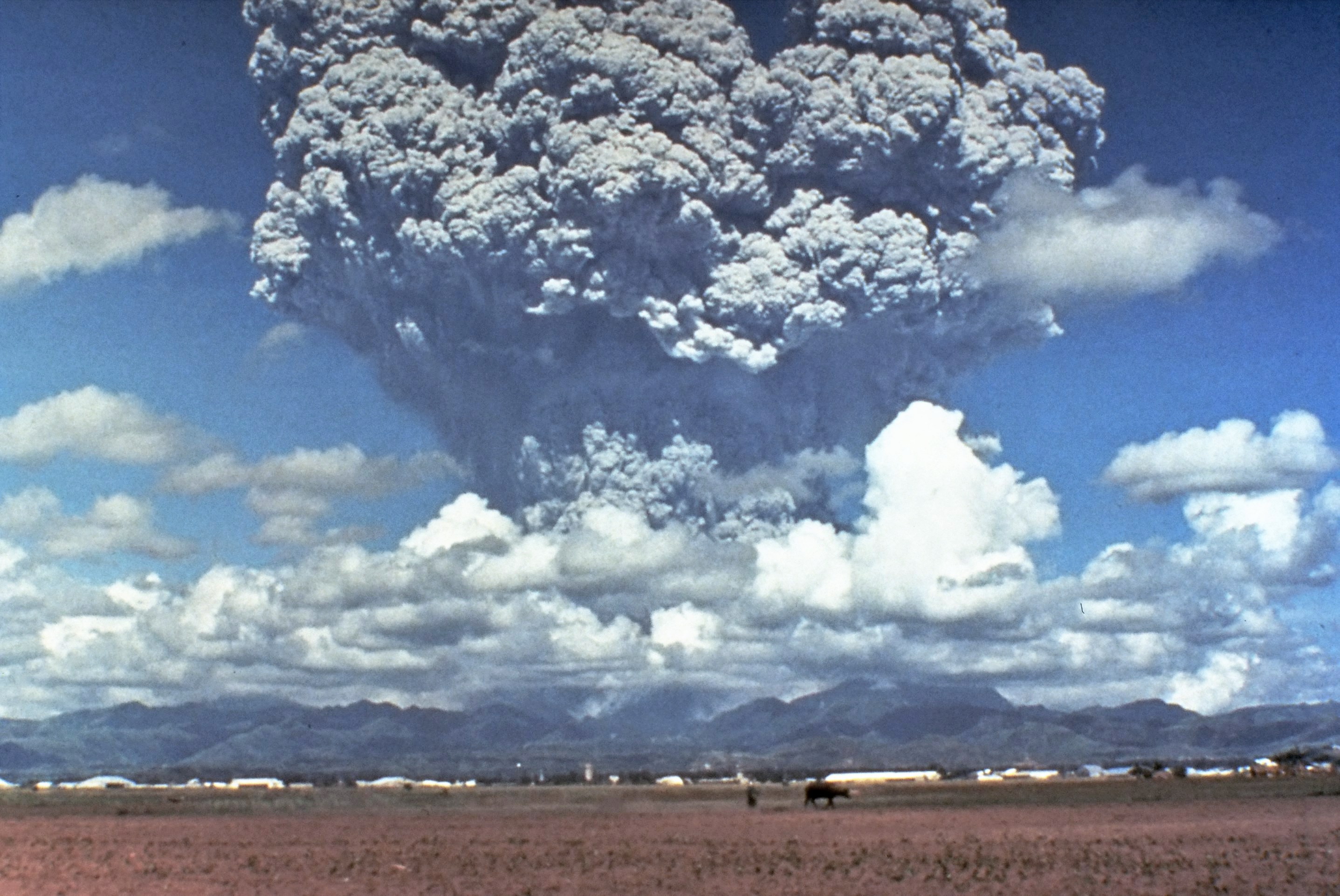
Ausbruch des Pinatubo in den Philippinen im Jahre 1991

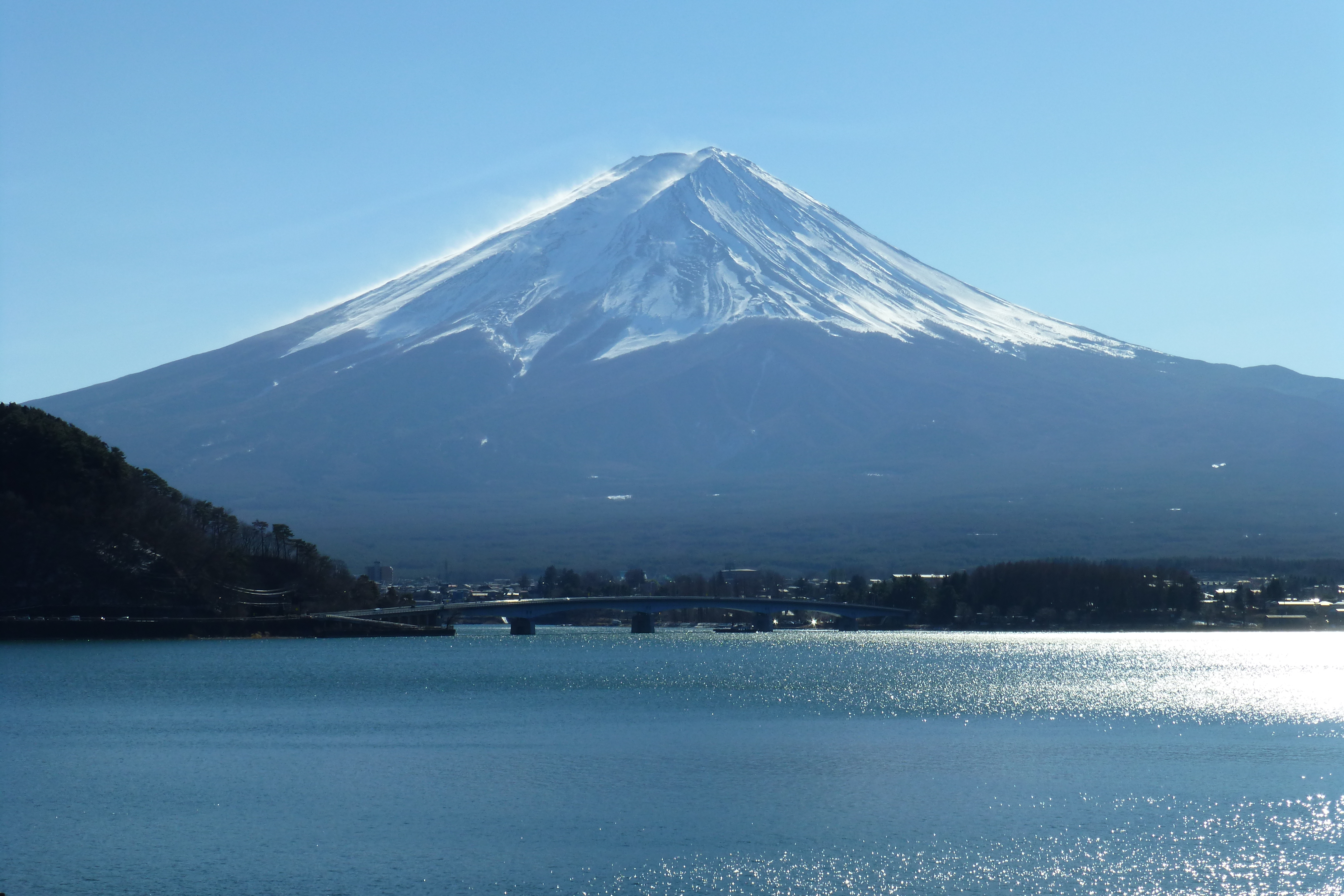
Fujisan in Japan

Vulkane finden sich in großer Zahl entlang des so genannten „pazifischen Feuerrings“ – in Asien vor allem auf Kamtschatka in Russland, auf Japan, auf den Philippinen und in Indonesien.
Auf der russischen Halbinsel Kamtschatka liegen allein 160 Vulkane, darunter der 4750 m hohe Kljutschewskaja Sopka, von denen 28 aktiv sind, sowie zahlreiche Geysire. Auf den Philippinen, deren mehr als 7000 Inseln fast alle vulkanischen Ursprungs sind, sind heute rund 20 Vulkane aktiv, darunter der Pinatubo (1486 m) und der Mayon (2462 m). Unter den rund 240 Vulkanen auf den japanischen Inseln, von denen 40 aktiv sind, nimmt der Fujisan (3776 m; im Westen oft Fujiyama genannt) eine besondere Position im Glauben (vgl. Shintō) der Menschen ein. Andere Vulkane auf den japanischen Inseln sind unter anderem der Akagi (1828 m), das Vulkanmassiv des Ontake-san (Kengamine: 3067 m), der Rishiri (1721 m) und die Vulkangruppe Bandai.
Weitere Vulkane Asiens sind beispielsweise in der Mongolei, in China, auf der Koreanischen Halbinsel, in Vietnam und Myanmar, auf den Andamanen, dem indischen Subkontinent und weiter westlich auf der arabischen Halbinsel, in Iran, Syrien, Georgien und der Türkei zu finden.

## Flora und Fauna
Biogeographisch besteht Asien aus zwei deutlich unterscheidbaren Florenprovinzen, der Holarktis und der Paläotropis, die jedoch beide auch Gebiete außerhalb Asiens umfassen. Die Grenze zwischen beiden Regionen liegt im Bereich des Himlaya. Im Bezug auf die Fauna wird die Holarktis meist in zwei Regionen unterteilt, von denen eine, die sogenannte Paläarktis den Norden und Westen Asiens und darüber hinaus Europa und Nordafrika umfasst. Die zweite wichtige Faunenprovinz Asiens ist die Orientalis, die in Südasien liegt und sich mit dem östlichen Teil der Paläotropis deckt. Sie ist im Süden durch Tiefseegräben von der Wallacea-Region getrennt. Darüber hinaus wird ein kleiner Teil der südlichen Arabischen Halbinsel normalerweise zur Afrotropis gezählt.
Durch die gewaltige Ausdehnung des (Teil-)Kontinentes können hier nur die wichtigsten Vegetationszonen oder Ökozonen genannt werden.

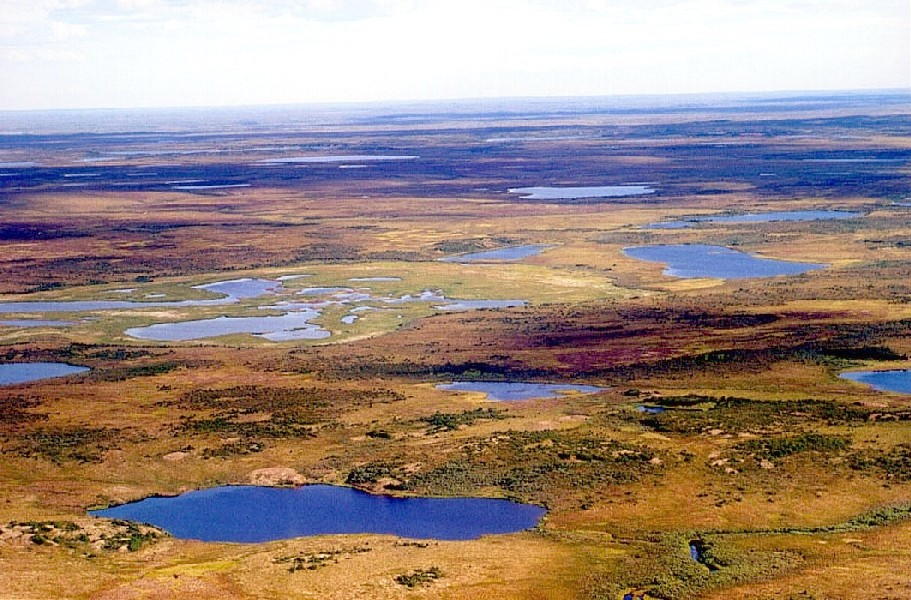
Tundra im Gebiet der Nenzen am Unterlauf des Jenissei

Von Nord nach Süd können folgende Klimazonen und Landschaftszonen unterschieden werden.
- Baumlose Tundra nördlich des Polarkreises. Die wichtigsten Tiere für die nomadisch lebenden Bewohner wie diejenigen der Nenzen sind die Rentiere.
- Wälder der gemäßigten Zone, darunter der boreale Nadelwald (Taiga) in Sibirien etwa zwischen Polarkreis und Verlauf der Transsibirischen Eisenbahn sowie Laubwälder etwa im Fernen Osten und im Gebiet des Kaspischen Meers. Die vielfältige Fauna hat (historische) Bedeutung für die Jagd, neben Ackerbau und der Viehzucht hat auch die Holznutzung Bedeutung. Hier leben z. B. die seltenen Amurtiger und Amurleoparden, dazu Hirsche, Wildschweine, Luchse und Bären.
- Kontinentale Graslandschaften oder Steppen. Zu den Tierarten, die diese Steppen natürlicherweise bewohnen, zählen Wildpferde, Saiga-Antilopen, Mongoleigazellen, Wölfe und Ziesel. Als Beispiel für die Nutzung können die neun tuwinischen „Haustiere“ gelten: Rind, Pferd, Rentier, Schaf, Ziege, Kamel, Yak, Hund, Katze.
- Vegetationsarme, felsige Gebirgslandschaften und Wüstenlandschaften. Hochlandklima mit großen Tagestemperaturschwankungen und viel Sonnenschein. Die Gebirge werden von zahlreichen Gebirgsweidetieren wie Steinböcken, Goralen, Serauen und Wildschafen bevölkert. Der wichtigste Prädator der zentralasiatischen Gebirge ist der Schneeleopard. Die Wüstengebiete sind Heimat von Halbeseln, Wildkamelen, Geparden und Gazellen.
- Tropische Savannengebiete und Trockenwälder, vorzugsweise auf dem Indischen Subkontinent, aber auch in Südostasien. Charakteristische Großtiere sind Löwen, Hirschziegenantilopen, Nilgauantilopen und verschiedene Hirsche. Der Löwe ist in diesem Bereich heute allerdings auf ein einziges Reservat, den Gir-Nationalpark, beschränkt.
- Tropische Regenwälder. Nach der Rodung folgt als nächster Zerstörungsschritt häufig der Anbau von Monokulturen wie Palmöl-Plantagen, z. B. in Sabah (Malaysia) auf Borneo.
- Tropische Monsungebiete wie das Mekongdelta: Hier dominieren der Reisanbau und als Nutztiere Geflügel und Schweine sowie der Fischfang.